# Urapteroides astheniata
Urapteroides astheniata is een vlinder uit de familie van de uraniavlinders (Uraniidae). De wetenschappelijke naam van de soort is voor het eerst geldig gepubliceerd door Guenée.